# LiLi (YouTuber)
LiLi（リリ、1999年12月1日 - ）は、日本の女性YouTuber、歌手。YouTuberコンビ「コノリリ」、音楽ユニット「upsilon GALS」のメンバー。ライリーの愛称で知られる。Vale.it、およびONE VIEW所属。
身長157cm、血液型はA型。MBTIはENTP。

## 来歴
2020年初め頃、YouTubeチャンネル「LiLi リリ」を開設。同時期、インフルエンサー事務所のVale.itに所属。
2021年、Vale.it社長のあけちゃる、コンポーザーの零による音楽プロジェクト「暗月」の歌い手として、「東京ペトロ(仮) (feat. LiLi)」「マイミューズ (feat. LiLi)」「not cold (feat. LiLi)」の3曲をリリース。
2021年夏頃、Vale.itに所属するYouTuberのCONOMI、かっぱちゃん、佐藤そるとの4人で、「暗月」に関連した音楽ユニット「upsilon GALS」を結成。
2023年3月2日、チャンネル登録者数が10万人を突破。4月21日、Googleの警告によりまもなくチャンネルが停止されることを公表。同日に新チャンネルを開設するも、5月7日に再び停止された。
2023年5月13日、CONOMIとYouTuberコンビ「コノリリ」を結成。9月11日、同チャンネルの登録者数が10万人を突破。
2023年7月7日、YouTubeチャンネル「らリリ、るれろ」を開設し、個人チャンネルの活動を再開。2024年1月、同チャンネルの登録者数が10万人を突破。この頃から個人チャンネルのサポートとしてインフルエンサー事務所のONE VIEWにも所属。

## 音楽作品

### 参加楽曲
- 暗月(yamitsuki) - あけちゃると零による音楽プロジェクト
  - 東京ペトロ(仮) (feat. LiLi)（2021年2月10日）
  - マイミューズ (feat. LiLi)（2021年7月8日）
  - not cold (feat. LiLi)（2021年7月22日）
  - ローリングサンダーガール (feat. upsilon GALS)（2021年7月22日）
  - evolve (feat. upsilon GALS)（2023年6月25日）
  - NOWANSWER (feat. LiLi)（2023年12月22日）
  - CYS! (feat. upsilon GALS)（2024年2月29日）

## 出演

### ウェブ番組
- 突然ですが占ってもいいですか？（フジテレビ・YouTube、2024年12月29日） - コノリリとして出演[5]